# Тодлаукссон, Бьёрг
Бьёрг Тодлаукссон (исл. Björg Þorláksson, урождённая Бьёрг Каритас Тодлауксдоуттир, Björg Karitas Þorláksdóttir, в замужестве Блёндаль, Blöndal; 30 января 1874, Вестюр-Хунаватн — 25 февраля 1934 или 23 февраля 1934, Копенгаген) — исландская учёная, преподавательница, лексикограф и переводчица. Первая исландская женщина, получившая степень доктора философии (PhD) (1926).

## Биография
Бьёрг Тодлауксдоттир родилась 30 января 1874 года в семье крестьянина Тодлаукюра Симона Тодлаукссона и его жены Маргрьет Йоунсдоуттир (Margrét Jónsdóttur, которые жили в Вестюрхоупсхоуларе. Её старшая сестра Маргрьет Мария (12 апреля 1872 — 26 февраля 1881) умерла в детстве. Один из двух её младших братьев Тодлаукюр Магнус Тодлаукссон (19 ноября 1875 — 12 апреля 1942) стал фермером, а другой, Йоун Тодлаукссон (1877—1930), в 1926—1927 годах занимал пост премьер-министра Исландии. Бьёрг училась в женской школе в Итри-Эй (Kvennaskólinn á Ytri-Ey) в Северной Исландии, в 1894—1897 годах работала там же учительницей.
Позже Бьёрг переехала в Копенгаген. В 1900 году она получила педагогическую квалификацию, в 1901, сдав экзамен на аттестат зрелости, поступила в Копенгагенский университет. В 1903 году Бьёрг вышла замуж за Сигфуса Блёндаля, поэта и сотрудника Королевской библиотеки Дании. Взяла фамилию мужа. Работала с мужем над исландско-датским словарём Islandsk-dansk ordbog, наиболее полным словарём современного исландского языка, изданным в Рейкьявике в 1920—1924 годах и известным как словарь С. Блёндаля (Orðabók Blöndals, Blöndalsbók или просто Blöndal), хотя считается, что эта книга в основном была работой Бьёрг.
Согласно предисловию к словарю, супруги начали работу 23 апреля 1903 года. Предисловие написано от первого лица, и это позволяет предположить, что Сигфус рассматривал произведение не как совместный проект, а как свой собственный, созданный с помощью жены.
В 1927 году Бьёрг записала основные события своей жизни и написала о 1903–1920 годах: 
Постоянно работала над большим исландско-датским словарем вместе с Сигфусом Блёндалем.
Оригинальный текст (исланд.)Unnið að staðaldri að hinni stóru íslensk dönsku orðabók, ásamt Sigfúsi Blöndal.
В датском тексте того же документа она заявляет твёрже: 
Почти каждый день работала над большим исландско-датским словарем — обычно по несколько часов подряд.
Оригинальный текст (датск.)Arbejdet saa at sige daglig paa den store islandsk-danske Ordbog – i Regelen flere timer ad Gangen.
В 1919 году Бьёрг отправилась в Исландию, чтобы организовать публикацию словаря. Она убедила Альтинг выделить деньги и заключила договор с Йоуном Оувейссоном, одним из трёх главных соратников Сигфуса, и типографией «Гутенберг».
В 1923 году Бьёрг развелась с мужем и взяла фамилию Тодлаукссон. При этом она сохранила хорошие отношения с Блёндалем до конца жизни. 17 июня 1926 года Бьёрг защитила докторскую диссертацию по психологии в Парижском университете (Сорбонне). После этого она стала первой исландской женщиной, получившей степень доктора философии (PhD). Бьёрг опубликовала несколько книг, она писала и переводила статьи, активно занималась вопросами прав женщин. В 1934 году увидел свет её сборник «Стихи», в который вошло, в частности, стихотворение «Словарь завершен после 20 лет работы» (Orðabókinni miklu lokið, eftir 20 ára starf).
Бьёрг Тодлаукссон умерла 25 февраля 1934 года, в возрасте 60 лет.

## Признание
В 1926 году Бьёрг Тодлаукссон стала кавалерственной дамой ордена Исландского сокола. Профессор Йоун Хельгасон писал о Блёндале в 1944 году, высоко оценив работу над словарем и огромные усилия, которые для этого требуются, но не упомянув Бьёрг. Однако Йоун Оуфейссон высоко оценил вклад Бьёрг в письмах к её мужу.
Профессор Сигридюр Дуна Кристмюндсдоуттир написала биографию Тодлаукссон под названием «Бьёрг» (Björg : ævisaga Bjargar C. Þorláksson, 2001), за которую получила Исландскую литературную премию за 2001 год. В 2002 году она составила сборник «Бьёрг» (Björg – verk Bjargar C. Þorláksson), включающий избранные работы Бьёрг Тодлаукссон (в том числе никогда прежде не публиковавшиеся) и статьи о них.
Имя Бьёрг недолгое время носила улица в центре Рейкьявика — Бьяргаргата (Bjargargata). Исландский комитет по географическим названиям (Örnefnanefnd) в начале марта 2025 года вынес решение о переименовании улицы, чтобы избежать путаницы с улицей Бьяркаргата (Bjarkargata), расположенной поблизости.